# Emmy Remolt-Jessen

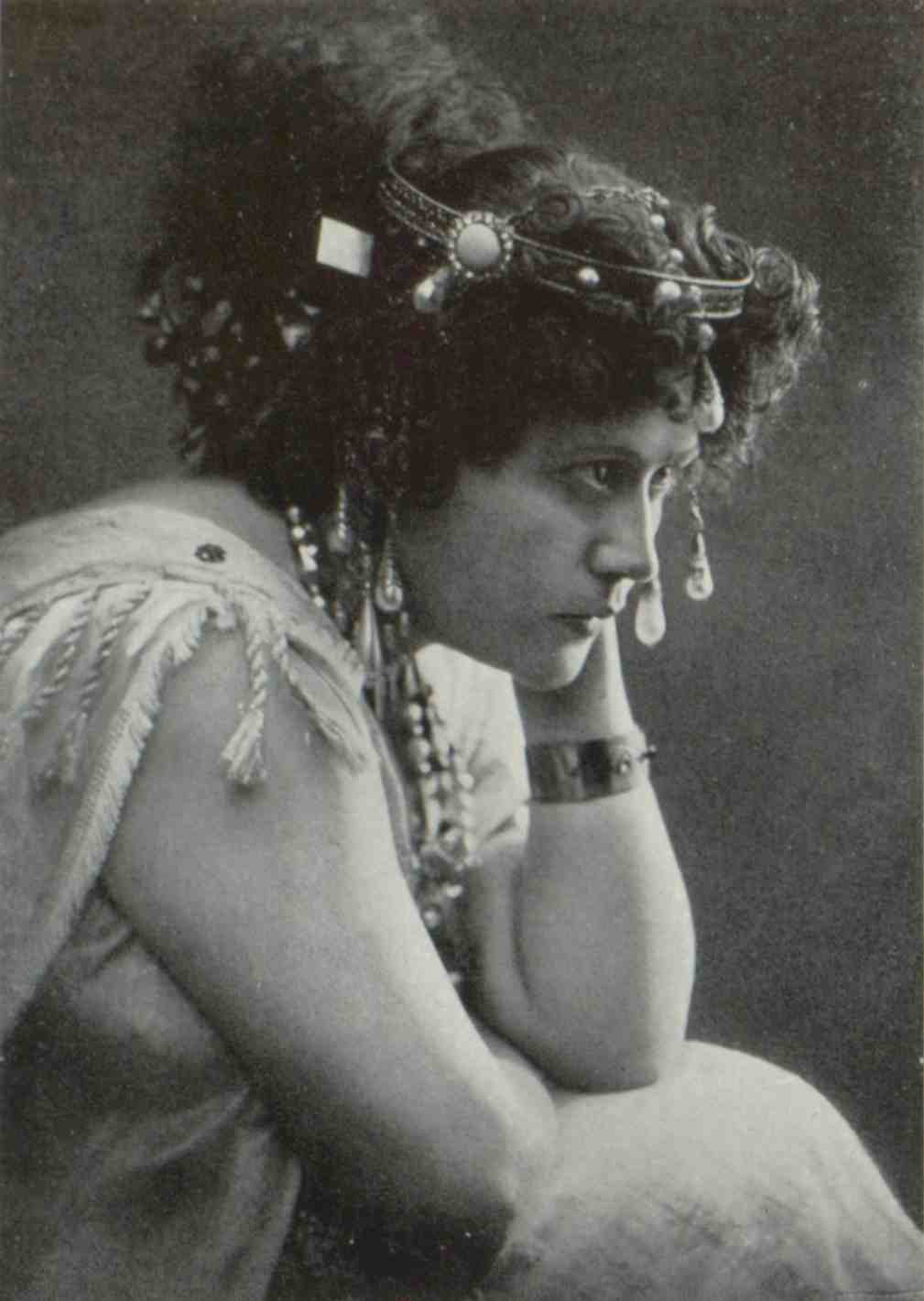
Emmy Remolt-Jessen als Judith in der Tragödie von Friedrich Hebbel, 1908.

Emmy Remolt-Jessen (* 18. Juli 1876 in München; † 26. September 1948 in Göppingen) war eine deutsche Theaterschauspielerin und Schauspiellehrerin. Sie war als Hof- und Staatsschauspielerin von 1899 bis 1948 am Staatstheater Stuttgart engagiert und bildete als Lehrerin später prominente Bühnen- und Filmstars wie Maria Koppenhöfer, Ruth Kommerell und Kurt Jooss aus.

## Leben

### Jugend
Emmy Remolt wurde am 18. Juli 1876 in München geboren. Die Familie wohnte in der Preysingstraße 71, später in der Preysingstraße 24, wo die „nicht wohlhabenden“ Eltern ein „kleines Geschäft“ betrieben. Nach dem Tod des Vaters im Jahr 1900 führte die Mutter das Geschäft allein weiter. Die Remolts verkehrten im Hause der beliebten Soubrette und Volksschauspielerin Amalie Schönchen, die damals am Münchener Gärtnerplatztheater engagiert war, so dass Emmy Remolt in frühester Jugend in Berührung mit dem Theater kam. Als „beliebtes Theaterkind“ spielte sie an der Münchener Hofbühne Tells Sohn Walther in Schillers „Wilhelm Tell“, den dreizehnjährigen Olaf in Ibsens „Die Stützen der Gesellschaft“ und einen der beiden Söhne der Medea in Grillparzers „Medea“. Sie zog sich alsdann vom Bühnenleben zurück, „bis ihre Gesundheit so weit gestärkt war“, dass sie sich den Anstrengungen des Künstlerberufs gewachsen fühlte. Zunächst wirkte sie dann bei Liebhabervorstellungen mit, um wieder in Fühlung mit der Bühne zu kommen.

### Beruf

#### Anfänge

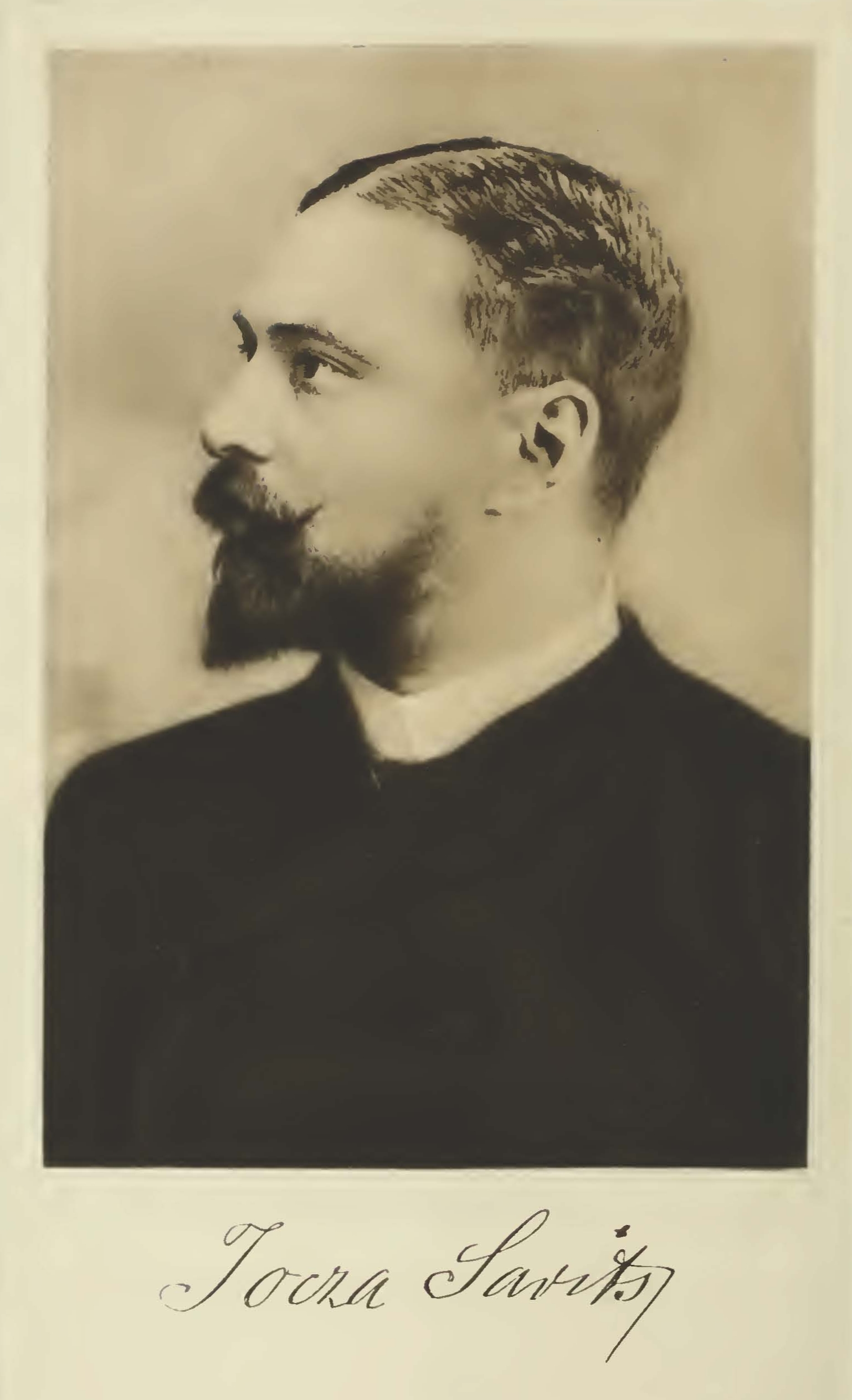
Jocza Savits, Emmy Remolts Schauspiellehrer.

Im Alter von 22 Jahren begann Emmy Remolt 1898 ihre schauspielerische Ausbildung bei dem Münchener Schauspieler und Oberregisseur Jocza Savits (1847–1915), der sich große Verdienste um die Bühnenreform zur Wiederbelebung der Shakespearebühne erwarb. Anfang 1899 empfahl dieser dem Generalintendanten des Stuttgarter Hoftheaters Joachim Gans zu Putlitz seinen Schützling wärmstens zu einem Engagement und hob hervor, dass sie bereits Rollen beherrschte wie die Hero in Grillparzers „Des Meeres und der Liebe Wellen“, die Leonore in Goethes „Torquato Tasso“, die Julia in Shakespeares „Romeo und Julia“, das Clärchen in Goethes „Egmont“ sowie die Titelrollen in Goethes „Iphigenie auf Tauris“ und Schillers „Maria Stuart“. Die Liste ihres Repertoires, die sie 1900 dem Hoftheater vorlegte, umfasste fast 50 Rollen, von denen man annehmen kann, dass sie unter der Ägide von Jocza Savits einstudiert wurden. Außer Klassikern wie Goethe, Schiller und Shakespeare zählten eine ganze Reihe von Rollen in zeitgenössischen Stücken sowie einige Komödienrollen zu ihrem Repertoire.

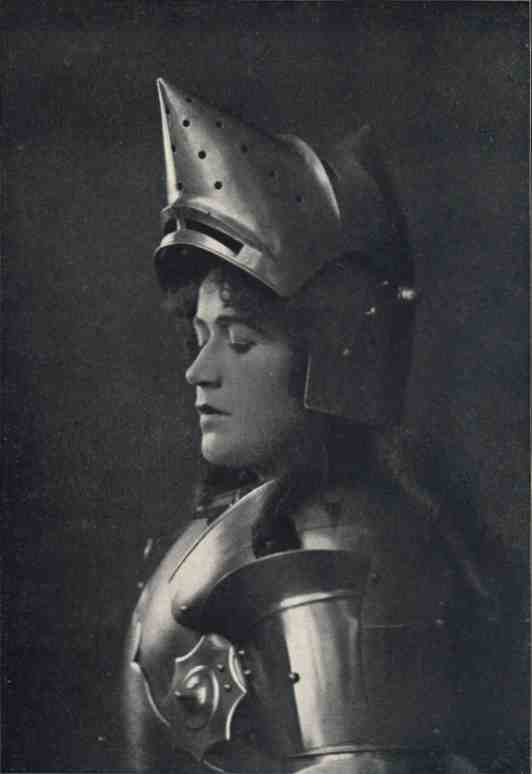
Emmy Remolt als Johanna in Schillers „Jungfrau von Orleans“, 1904.

Baron Putlitz lud Emmy Remolt zu einem Gastspiel nach Stuttgart ein. Nach zwei Probetagen trat sie am 20. März 1899 in Schillers „Jungfrau von Orleans“ als Gast in der Titelrolle auf. Nach ihrer überzeugenden Debütvorstellung engagierte sie Putlitz ab 1. September 1899 für die Dauer von fünf Jahren. Sie sollte das Fach der „jugendlichen Heldin“ übernehmen und so die kurz zuvor entstandene Lücke füllen, die durch den Abgang der „zwei besten Charakterdarstellerinnen“ Louise Dumont und Gertrud Eysoldt nach Berlin entstanden war.
Emmy Remolts offizieller Titel wechselte mit dem Namen des Theaters von Hofschauspielerin (bis 1918) über Schauspielerin am Landestheater (1919–1922) bis zu Staatsschauspielerin (ab 1923). Als im Januar 1902 das Alte Hoftheater abbrannte, wurden die Schauspielvorstellungen in das Wilhelma-Theater und ab Oktober in das neu errichtete Interimstheater verlegt, bis 1912 das Neue Hoftheater eingeweiht werden konnte.

#### Frühzeit

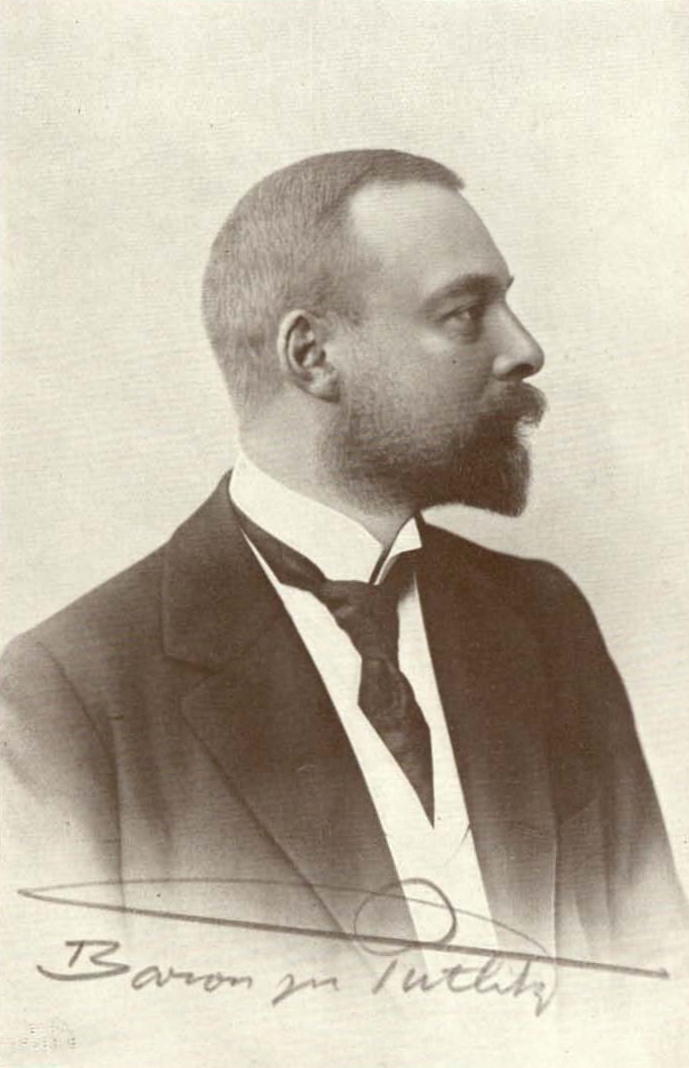
Baron zu Putlitz, 1902. Generalintendant des Stuttgarter Hoftheaters von 1892 bis 1918.

Am Hoftheater bot sich ihr die „Gelegenheit zu zeigen, was sie konnte, und es stellte sich bald genug heraus, daß sie sehr viel konnte. So glückte es ihr, sich binnen wenigen Jahren eine beherrschende Stellung im Ensemble des Stuttgarter Hoftheaters zu schaffen.“ Sie entwickelte sich zu einem der Publikumslieblinge und brillierte bis 1915 in vielen Rollen als Erste Heldin (siehe Rollen).
Der Theaterkritiker Paul Wittko (1866–1958) lobte 1912 Emmy Remolt als eine der wenigen meisterhaften Darstellerinnen naturalistischer Rollen, die nur noch von der berühmten Else Lehmann übertroffen würde, einer Schauspielerin, die unter anderem berühmt war für ihre Rollen in Bühnenstücken von Gerhart Hauptmann und Henrik Ibsen. Er attestierte ihr „die kernfeste Urgesundheit ihres kraftvoll erdhaften Charakters“ und ihre „Vollsaftigkeit“, etwa als Mena in Karl Schönherrs „Erde“ oder als Gina in Ibsens „Wildente“. Auch ihrer brillanten Interpretation von Rollen in Komödien und klassischen Stücken zollte Wittko uneingeschränkten Beifall.
Schon 1904 hatte der Theaterkritiker Rudolf  Krauß die „Vielseitigkeit ihrer Begabung“ hervorgehoben. Nach ihm umfasste ihr Repertoire „originelle Volkstypen derb realistischen Schlags“, „fesche und resolute Mädels von Arthur Schnitzlers Gnaden“, klassische und nachklassische Rollen sowie „moderne Rollen ernsthafteren Gepräges“.
Fritz Baader (1881–1928), der wie die meisten Theaterkritiker eine schlechte Meinung vom Stuttgarter Hoftheater hatte, äußerte hingegen 1908 über Emmy Remolt: „Aber schon das Tätigkeitsfeld der sogenannten »Heroine« ist sehr beschränkt: Frau Remolt gelingen erdstarke Bauernmädel, auch Schnitzlersche wiener Mädel – Königinnen mißlingen und entgleiten ihr unversehens ins Parvenuhafte.“

#### Spätzeit
1915 war Emmy Remolt fast vierzig Jahre alt und den jugendlichen Charakterrollen entwachsen. Alexandrine Rossi (1861–1953), ihre um 14 Jahre ältere Schauspielerkollegin am Hoftheater schilderte die Probleme der „alternden“ Schauspielerin am Übergang zwischen jugendlichen und „Mütterrollen“ am Beispiel der berühmten Charlotte Wolter. Der Intendant des Wiener Burgtheaters hatte sie aufgefordert, „nunmehr ins Fach der Mütter“ überzugehen. Ein monatelanges Gastspiel in Breslau sollte „nun den Beweis erbringen, daß sie vermöge ihrer großen Kunst noch jedweder Illusion gerecht würde. Doch nur zu bald mußte sie sich eingestehen, ihre Zeit war erfüllt – es galt, Abschied zu nehmen von der künstlerischen Jugend“. Ein weiteres Problem für ältere Schauspielerinnen ergab sich aus dem eingeschränkten Rollenrepertoire im Fach der Mütter und Alten.
Aber auch Rollen, die zu Emmy Remolts Alter passten und die sie glänzend hätte ausfüllen können, blieben ihr öfter versagt. Offenbar hatte sie aus ihrer Enttäuschung gegenüber dem Theaterkritiker Paul Wittko keinen Hehl gemacht, der (wahrscheinlich ohne ihr Zutun und Wissen) einen polemischen Brief an das Stuttgarter Neue Tagblatt sandte. Er wurde unter dem Titel „Woran liegt’s“ mit der Unterschrift „Dr. X“ abgedruckt. Der Tagblatt-Redakteur äußerte in seiner Einleitung zu dem Brief seine „Verwunderung“, dass „ein paar unserer schätzenswertesten Künstlerinnen, nämlich die Damen Emmi Remolt und Grete Lorma mit neuen Aufgaben so spärlich bedacht werden, daß die Besucher der Novitäten meinen könnten, beide seien gar nicht mehr hier oder krank oder zu Gastspiel-Reisen beurlaubt“. Wittko gab in seinem Brief „seinem Erstaunen und Befremden Ausdruck“, „daß eine Künstlerin von der Bedeutung der Frau Emmy Remolt-Jessen neuerdings so wenig Beschäftigung findet und so auffallend zurückgesetzt wird“.
Emmy Remolt war sich wohl bewusst, dass zu ihrem weiteren künstlerischen Fortkommen der Wechsel an eine andere Bühne geboten erschien. Sie sprach ihr Problem offen bei dem Intendanten Baron Putlitz an, der sich auch in diesem Fall entgegenkommend und hilfsbereit zeigte und ihr zusicherte, sich einem vorteilhaften Wechsel nicht in den Weg zu stellen. Anfragen anderer Theater und Vermittlungsbemühungen von Agenturen führten jedoch zu keinem Abschluss. 1918 hielt sich Emmy Remolt in Berlin auf, wo ihr Carl Meinhard und Rudolf Bernauer, die Direktoren der Meinhard-Bernauer’schen Bühnen, einen „in künstlerischer und pekuniärer Beziehung“ sehr verlockenden Vertrag anboten. Es kam zu keinem Vertragsabschluss mit den Berliner Theatern, und somit war die Chance verloren, auf einer der Bühnen, die im nationalen Rampenlicht standen, aus dem provinziellen Schatten herauszutreten.
Emmy Remolt blieb bis zum Ende ihrer Bühnenlaufbahn in Stuttgart, wo sie ab den 1920er Jahren in „bejahrten Fächern“ als „schwere Heldin“ oder „Heldenmutter“ eingesetzt wurde, aber auch als komische Alte, alles Rollen des Ersten Fachs.

#### Soziale Lage
Emmy Remolts garantiertes Jahresgehalt stieg nach einer niedrigen Anfangsgage im ersten Jahr kontinuierlich von 3000 Mark im Jahr 1901 auf 10.000 Mark in den Jahren 1910–1914. Nach der Inflation pendelte sich ihr Jahresgehalt ab 1924 bei etwa 10.000 Reichsmark ein. Die Schauspielerin verdiente damit ein Mehrfaches, teilweise ein Vielfaches des deutschen Durchschnittsentgelts. Von den Bruttobezügen musste sie nicht nur für ihren Lebensunterhalt sorgen, sondern auch Steuern entrichten und Beiträge zur Pensionskasse leisten, auf eigene Kosten eine moderne Garderobe anschaffen (historische Garderoben wurden gestellt) sowie Kosten für Krankheit (teilweise), Kuren und Urlaube bestreiten. Während der mehrjährigen Krankheit ihres Mannes erhielt sie zwar eine Unterstützung vom Hoftheater, musste aber selbst noch erhebliche Zuschüsse leisten. Hinzu kamen Schulden ihres Mannes, die sie abzutragen hatte.
Alles in allem konnte Emmy Remolt jedoch – im Vergleich zur Durchschnittsbevölkerung – ein „standesgemäßes“ gutbürgerliches Leben führen. Nach ihrer Pensionierung 1944 erhielt sie ein Ruhegehalt der Pensionskasse, über dessen Höhe nichts bekannt ist.

### Schauspiellehrerin
Emmy Remolt war, wie sie sagte im „Nebenberuf“, auch als Schauspiellehrerin tätig. Sie bildete unter anderem die Theater- und Filmschauspielerinnen Maria Koppenhöfer (ab 1917) und Ruth Kommerell (bis 1941) aus sowie Kurt Jooss (1920–1921), bevor dieser sich für eine Karriere als Tänzer und Choreograph entschied. Ihre Lehrtätigkeit bot ihr auch einen gewissen Ausgleich für das Mutterglück, das ihr versagt geblieben war, denn sie betrachtete ihre Schüler als ihre Kinder. Von Maria Koppenhöfer sagte sie neidlos, ohne sie namentlich zu nennen: „Ja, mein Lieblingskind ist sogar auf dem besten Wege, mir über den Kopf zu wachsen – damit werden sich meine schönsten Wünsche erfüllen.“ Später war sie auch als Schauspiellehrerin an der Staatlichen Hochschule für Musik tätig.
Durch die Ausbombung 1944 wurde sie von Stuttgart nach Göppingen verschlagen. Sie trauerte um ihr geliebtes Stuttgart und äußerte in ihrem Pensionsantrag gegenüber dem Intendanten: „Dass die Verhältnisse mich zwingen, auch meine Unterrichtstätigkeit aufzugeben ist wohl der größte Schmerz für mich und ich komme mir vor als hätte ich jede Daseinsberechtigung verloren.“ Und weiter: „Sollte es uns aber vergönnt sein, in absehbarer Zeit den Hochschulunterricht wieder aufzunehmen so wäre das für mich das höchste Glück.“

### Privatleben

#### Wohnungen
Die sieben Wohnungen, die Emmy Remolt während eines Zeitraums von 45 Jahren in Stuttgart bewohnte, lagen im Stadtzentrum von Stuttgart, nicht weit von den Theatern entfernt. 1903 wohnte Emmy Remolt mit ihrem Mann in der Neckarstraße 35, von 1902 bis 1906 in der Kernerstraße 19 B. Nach dem Tod ihres Mannes zog sie 1906 in die Schubartstraße 29, wo sie 20 Jahre blieb. Von 1926 bis zu ihrer Ausbombung 1944 wohnte sie, ebenfalls fast zwei Jahrzehnte lang, in der Sonnenbergstraße 8. Ihre Wahlheimat Stuttgart – und natürlich ihre Arbeit hier – liebte sie sehr, was sie 1927 auf die kurze Formel brachte: „28 Jahre Stuttgart! – mehr ist nicht zu sagen.“

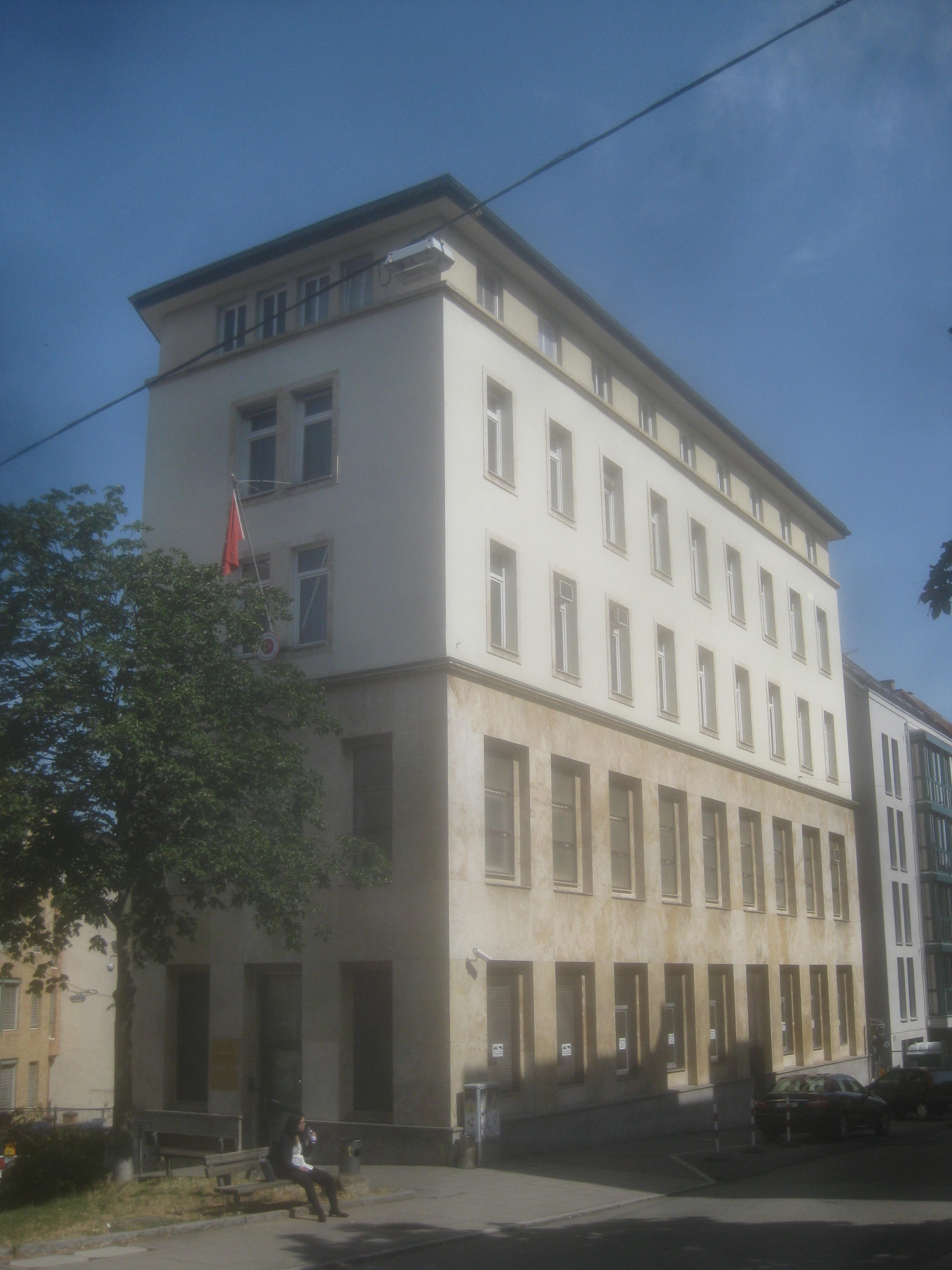
Kernerstraße 19 B, 1904–1906.
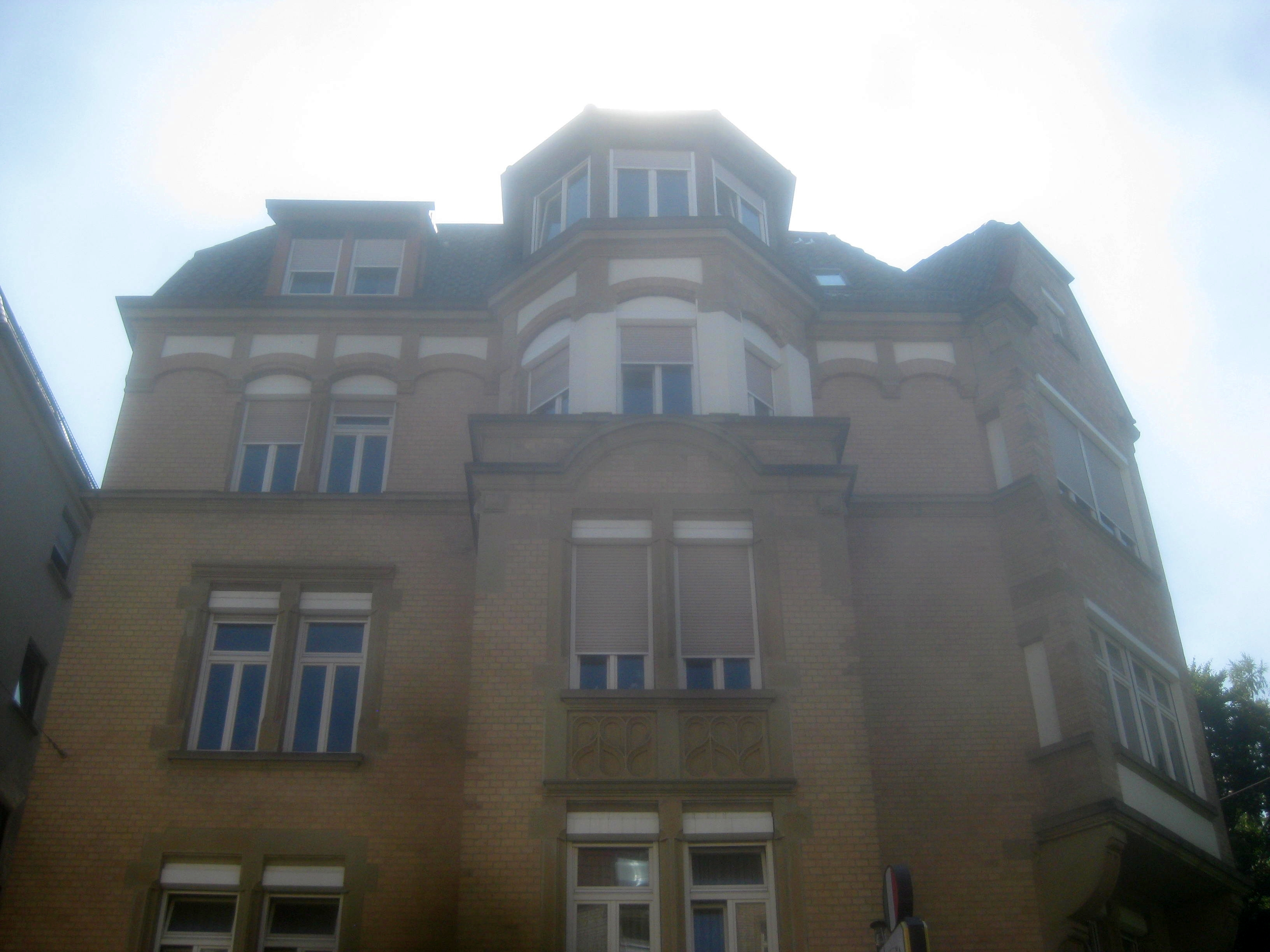
Schubartstraße 29, 1906–1926.
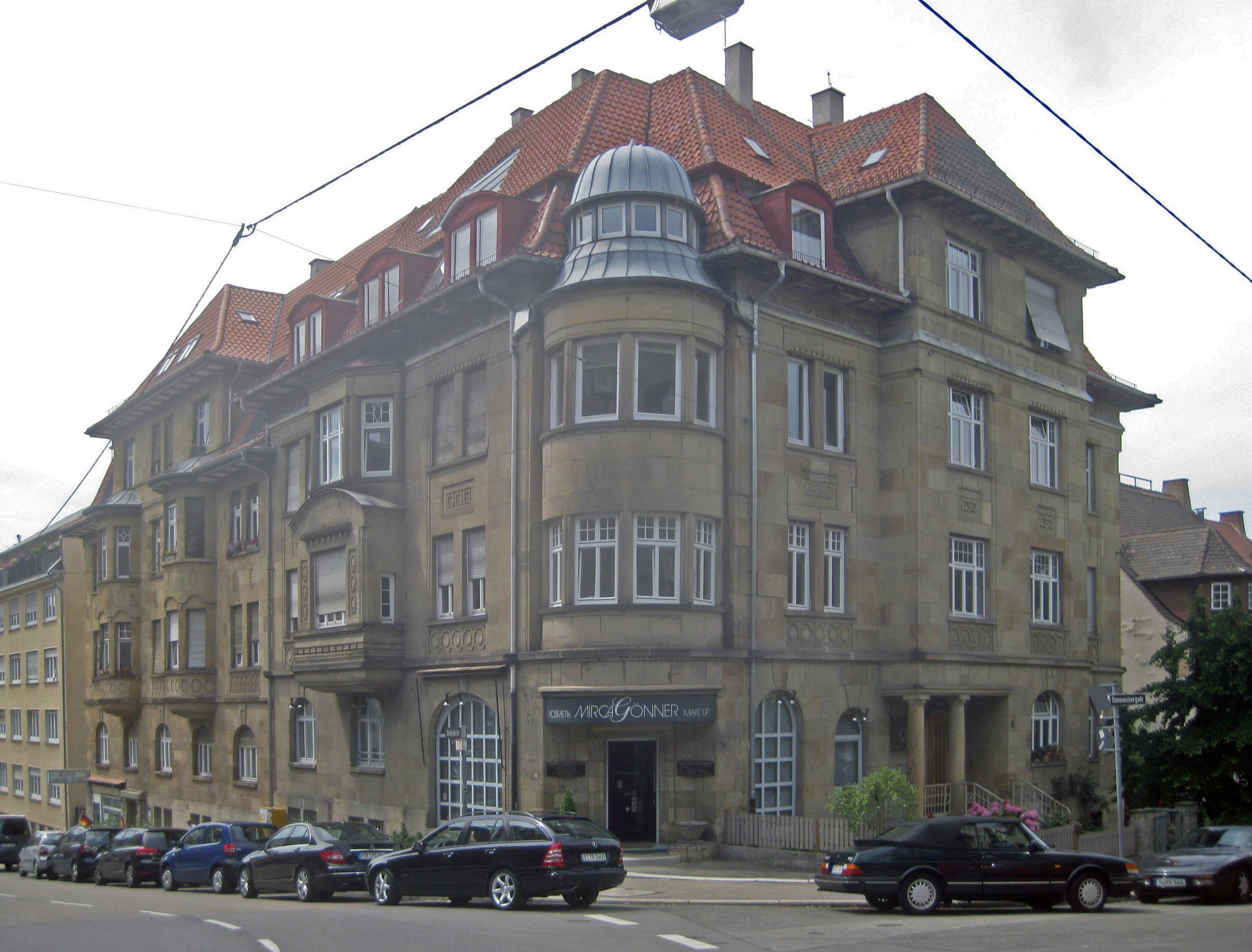
Sonnenbergstraße 8, 1926–1944.
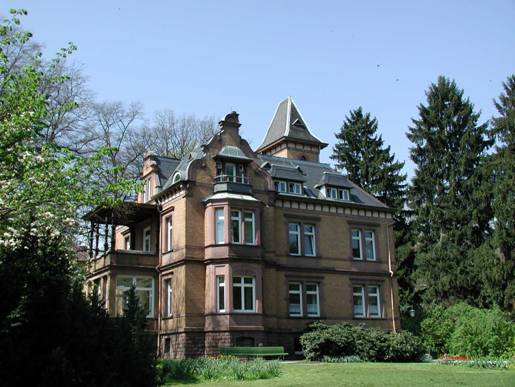
Ehemalige Villa Landerer, Göppingen, Jebenhäuser Straße 30, 1944-1948.

#### Ehe

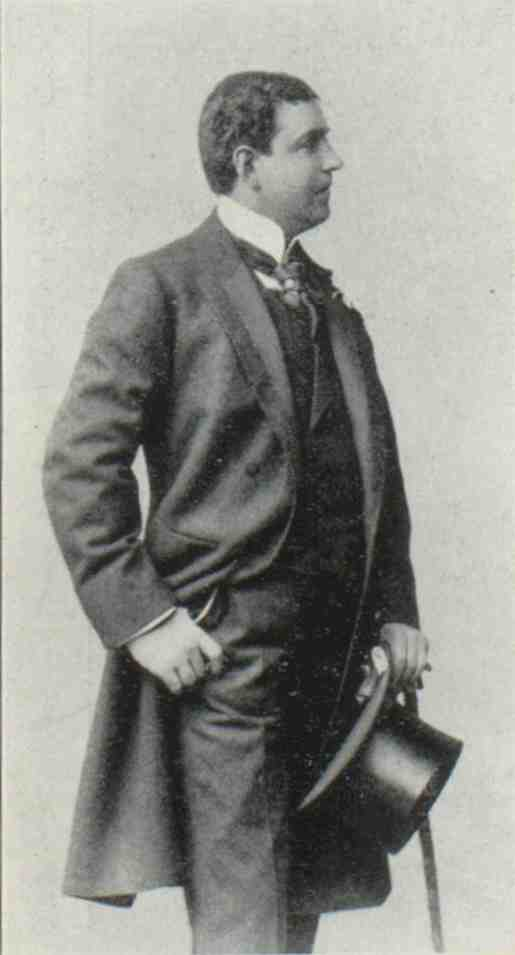
Hugo Jessen, vor 1906.

Am 1. September 1902 heiratete Emmy Remolt in ihrer Vaterstadt München in der Lukaskirche den Schauspieler Hugo Jessen, der seit 1894 ebenfalls am Hoftheater in Stuttgart engagiert war. Sie nannte sich hinfort Emmy Jessen, Emmy Remolt-Jessen, meist jedoch Emmy Remolt.
Bereits gegen Ende 1902 litt Jessen unter ersten Symptomen einer psychischen Erkrankung. Er wurde im Frühjahr 1903 unter Vormundschaft gestellt und in das Bürgerhospital in Stuttgart eingewiesen. Nach der Besserung seines Zustandes verbrachte er das Frühjahr 1904 zur Rekonvaleszenz bei seinen Eltern in Itzehoe. Auf Grund eines schweren Rückfalls holte ihn Emmy Remolt Mitte 1905 nach Stuttgart zurück und ließ ihn in die Heilanstalt Christophsbad in Göppingen einweisen. Seine Krankheit wurde nach dem damaligen Stand der Medizin als unheilbar diagnostiziert. Jessen starb am 8. Januar 1906 im Alter von nur 38 Jahren im Christophsbad.
Aus der Ehe gingen keine Kinder hervor, und Emmy Remolt bedauerte später, dass das Schicksal „mich betrogen hat um das schönste Glück der Frau – es ließ mich nicht Mutter werden“. Ohne dass sie es so geplant hätte, fand sie einen gewissen Ausgleich in ihrem „Nebenberuf“ als Schauspiellehrerin, der es ihr gestattete, „schöne, erfreuliche Kinder ... in die Welt hinauszuschicken“.

#### Letzte Jahre
Nachdem ihre Stuttgarter Wohnung bei einem Bombenangriff 1944 nicht mehr bewohnbar war und schwere Gesundheitsprobleme (Herzleiden, Venenentzündung) ihr die weitere Berufsausübung unmöglich machten, kam die 68-Jährige um ihre Pensionierung ein.
Sie hielt sich zur Erholung im August und September 1944 in Sehringen bei Badenweiler im Haus von Oskar Schlemmers Frau auf, wo sie von der Schauspielerin Karin Schlemmer, einer Tochter der Schlemmers, „rührend verpflegt und versorgt“ wurde. Ab dem 13. Oktober wohnte sie in Göppingen-Holzheim im Haus von Fräulein Feucht in der Hofstraße 11 (heute durch einen Neubau ersetzt). Bereits am 11. April 1945 zog sie krankheitsbedingt um in die ehemalige Villa Landerer in der Jebenhäuser Straße 30, die zur Klinik Christophsbad gehörte (siehe  Wohnungen).
Sie starb im Alter von 72 Jahren am 26. September 1948 in Göppingen und wurde zwei Tage später im gleichen Grab bestattet, in dem ihr Mann 1906 beerdigt worden war (das Grab wurde inzwischen abgeräumt).

### Bruno Frank
Der aus Stuttgart stammende Schriftsteller Bruno Frank hielt sich während seines Studiums und danach zwischendurch immer wieder in Stuttgart auf. Um 1914 lernte der begeisterte Theaterliebhaber bei einem dieser Aufenthalte die Hofschauspielerin Emmy Remolt kennen. Der fast elf Jahre jüngere Schriftsteller und die verwitwete Schauspielerin knüpften alsbald eine Freundschaft oder engere Beziehung miteinander an. Beide verband die Liebe zum Theater und zu Emmy Remolts Heimatstadt München, wo sich Bruno Frank spätestens seit 1913 immer wieder aufhielt. Ab 1916 wohnte er in der Nähe von München, in Feldafing am Starnberger See, wo ihn Emmy Remolt mindestens zweimal besuchte (1917 und 1918).
Am Vorabend von Bismarcks 100. Geburtstag trug Emmy Remolt am 31. März 1915 bei der Bismarckfeier der Stadt Stuttgart ein 20-strophiges Weihegedicht von Bruno Frank vor. Das Stuttgarter Neue Tagblatt druckte das Bismarck-Gedicht ab und berichtete: „Die Tragödin unseres Hoftheaters, Frau Remolt, trug mit mächtigem Ausdruck klang- und sinnstarke Verse Bruno Franks vor.“ und: „Diese mit Anmut und Würde daherrauschenden Weihestrophen sind bei der Bismarck-Gedenkfeier der Stadt Stuttgart am Mittwoch wieder von der Heroine des Hoftheaters, Emmi Remolt, eindrucksmächtig zum Vortrag gebracht worden.“
Am 5. November 1916 wurde Bruno Franks erstes Bühnenstück, die Komödie „Die treue Magd“ in Dresden und Leipzig uraufgeführt. Das Textbuch trug die Widmung: „Emmy Remolt, der Frau und der Darstellerin“. Kurz darauf wurde das Stück auch in München, Hamburg, Frankfurt und am Wiener Burgtheater gespielt, nicht jedoch am Hoftheater in Stuttgart, so dass es Emmy Remolt versagt blieb, in dem Stück ihres Freundes aufzutreten.
|  |

Seinen Novellenband „Bigram. Neue Erzählungen“, den Bruno Frank 1921 veröffentlichte, trägt die Widmung „Für Emmy Remolt“. Wie lange Emmy Remolts Freundschaft mit Bruno Frank andauerte, ist nicht bekannt. 1924 heiratete er Liesl Massary und zog mit ihr 1926 von Feldafing nach München. 1930 brachte er sein erfolgreichstes Bühnenstück, den „Sturm im Wasserglas“ heraus. Knapp zwei Monate nach der Uraufführung wurde die Komödie am 19. Dezember 1930 auch am Stuttgarter Staatstheater aufgeführt. Bruno Frank hatte den Intendanten wissen lassen, er sähe „in der sehr wichtigen Rolle der Frau Vogl schon Frau Remolt vor sich“. Sie übernahm die Glanzrolle der Blumenfrau, in der „sich ihr quellender Humor und ihr herzhaftes Münchnertum ausleben konnte“. Emmy Remolt war wie Bruno Frank eine Hundeliebhaberin und hatte ihren Heidenspaß, zusammen mit einem „Hunderl“ (vielleicht sogar ihrem eigenen) auf der Bühne zu stehen. Die Premierenfotos zeigen sie mit einem wuscheligen Terrier in den Armen, offenbar eine erstklassige Besetzung für den Charakterhund, wie er Bruno Frank vorgeschwebt hatte.

## Szenenfotos

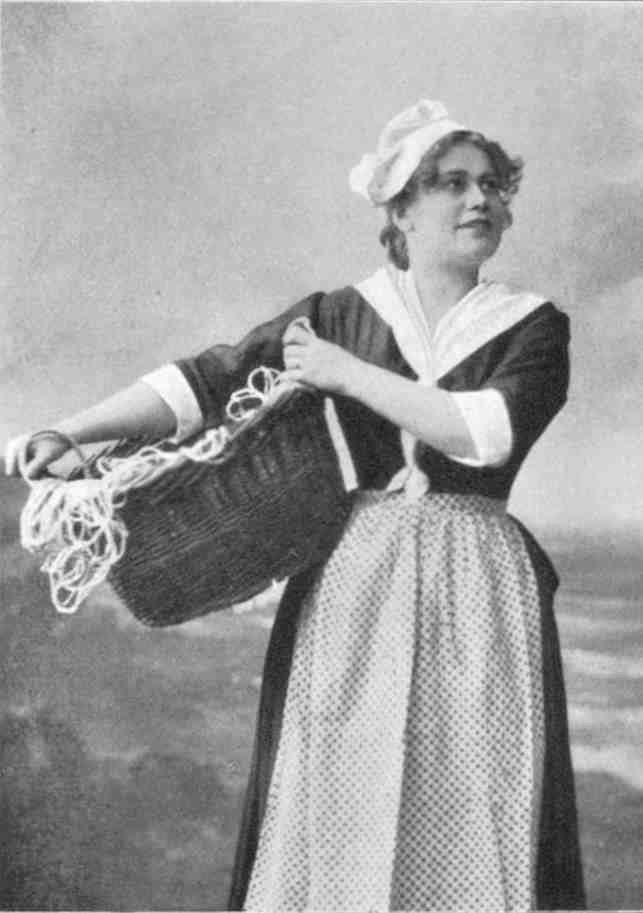
Emmy Remolt als Jo in Hermann Hejermanns „Hoffnung“, 1904.
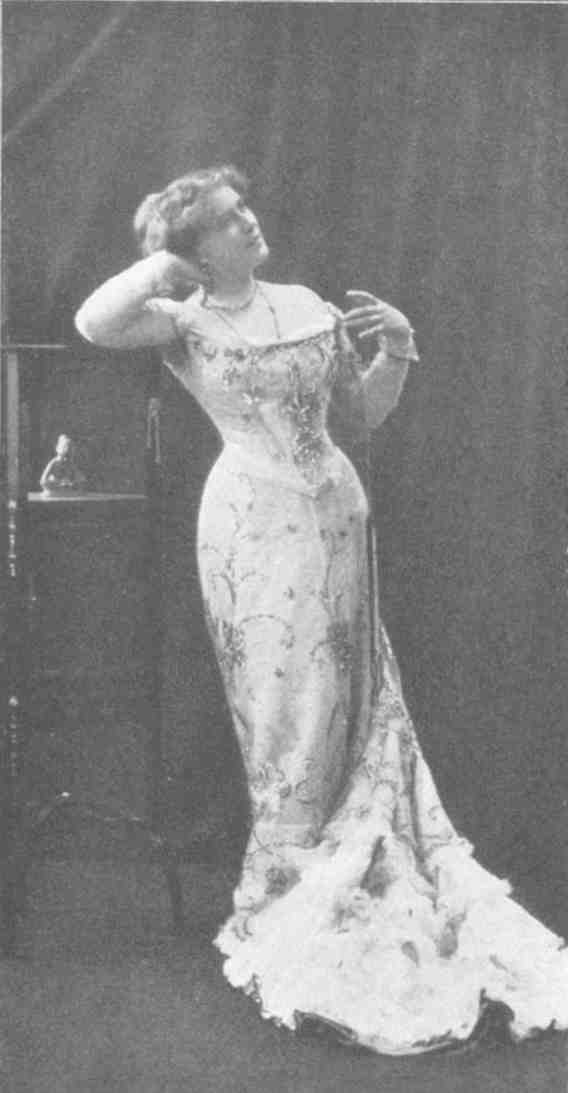
Emmy Remolt als Magda in Hermann Sudermanns „Heimat“, 1904.
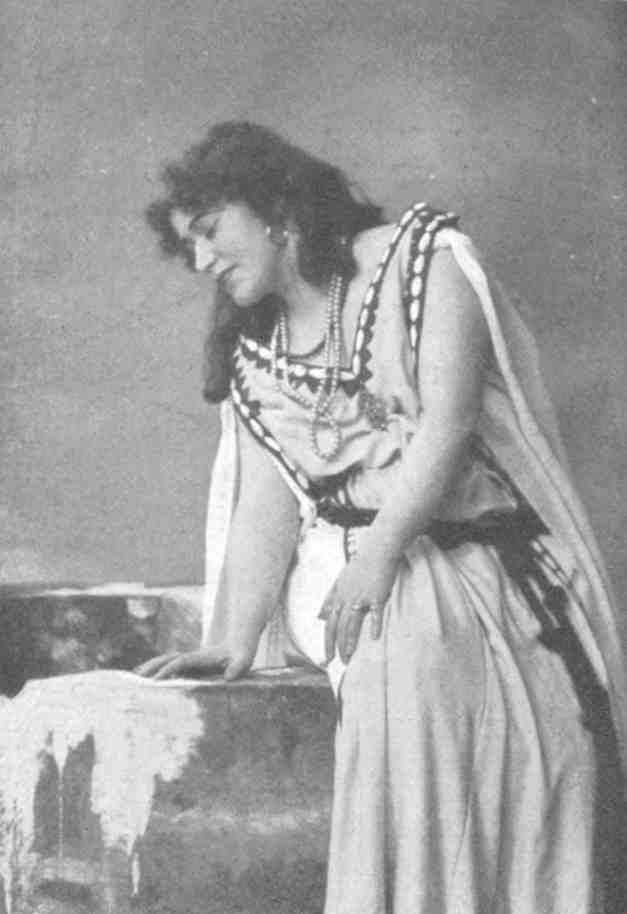
Emmy Remolt als Esther in Grillparzers „Esther“, 1904.
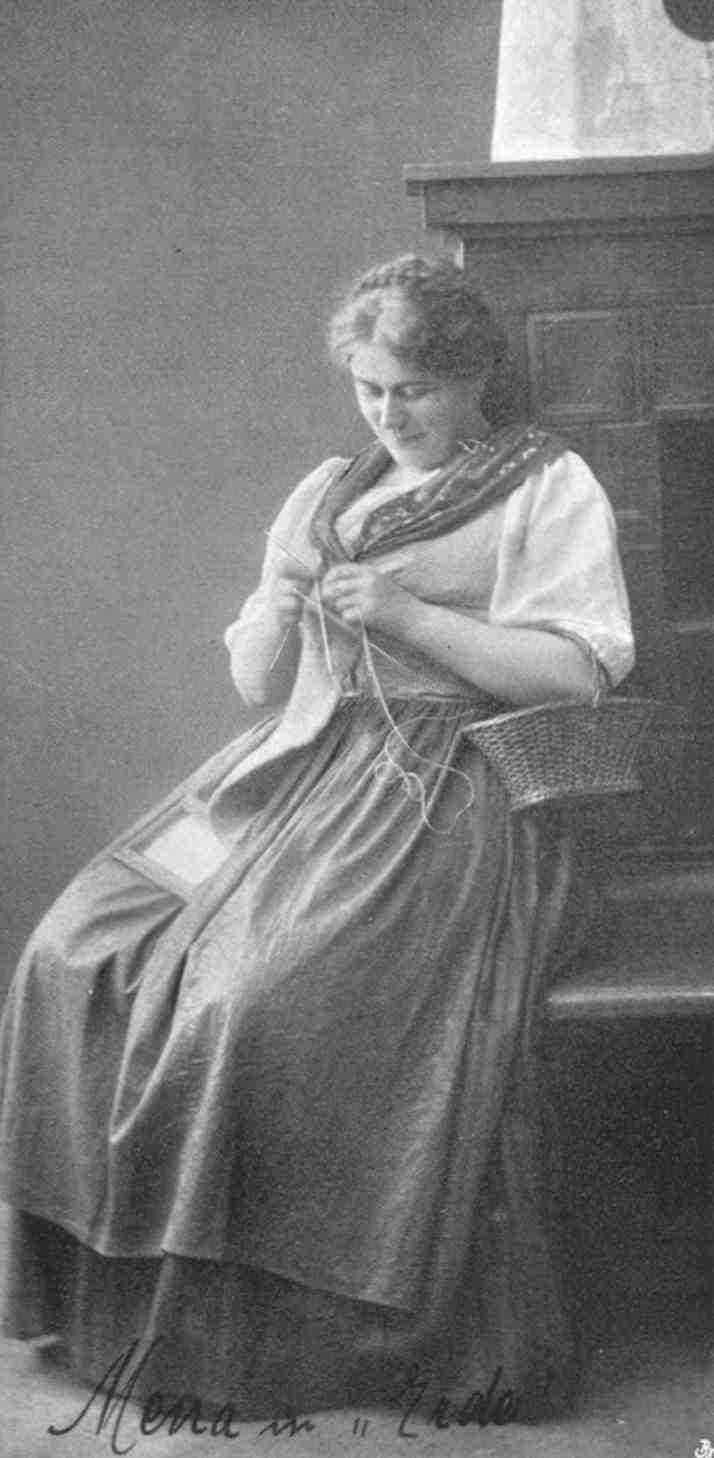
Emmy Remolt als Mena in Karl Schönherrs „Erde“, 1912.
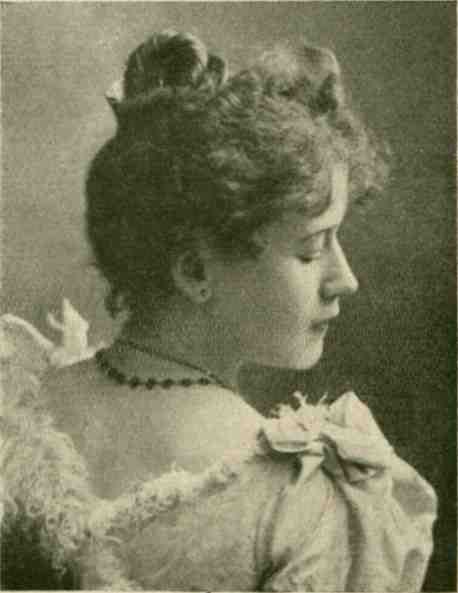
Emmy Remolt, um 1900.
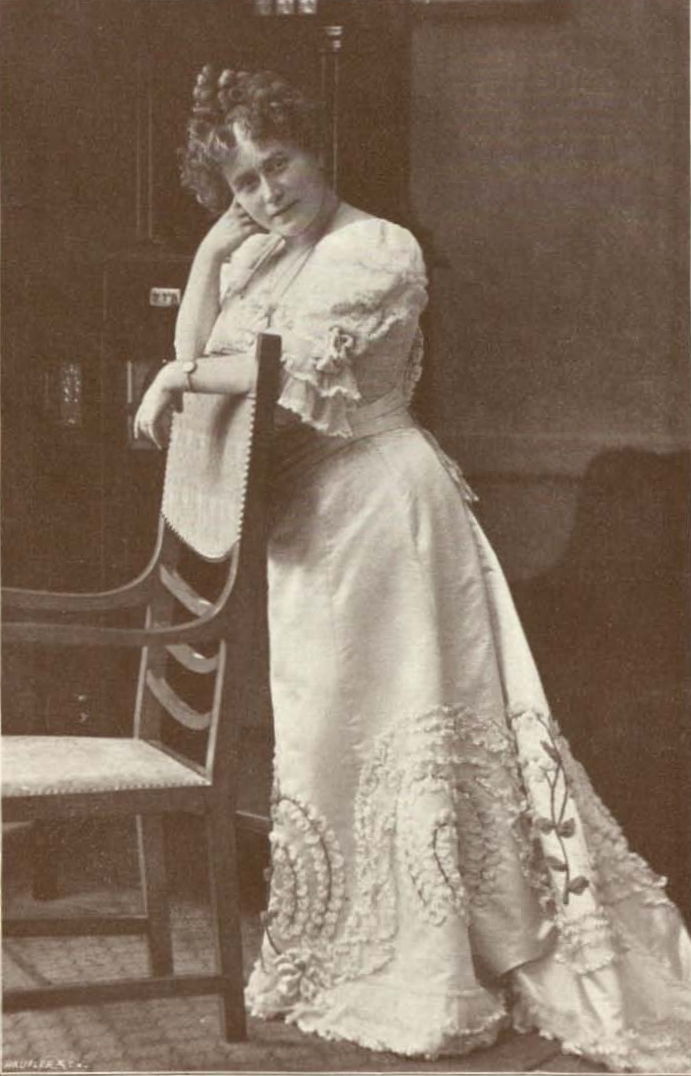
Emmy Remolt, zwischen 1902 und 1910.
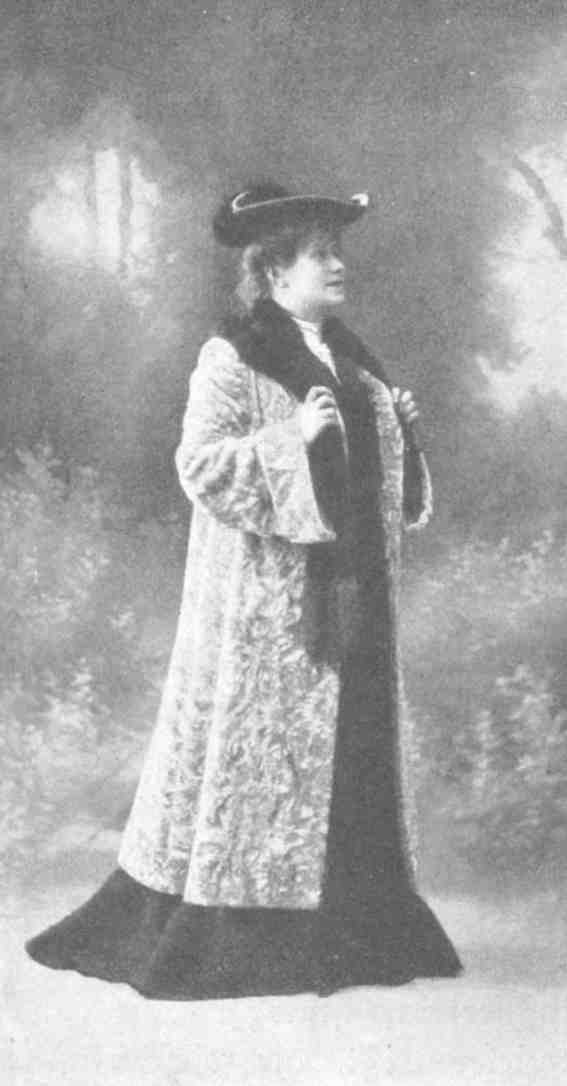
Emmy Remolt, 1904.

## Rollen
| → Spaltenlegende und -sortierung |                                     |
| Legende |                                     |
| \| Quelle \| IbsenStage = Webseite „IbsenStage“.[35] \| \| Jahr \| UA = Uraufführung. \|                                                                      |                                     |
| Sortierung |                                     |
| - Eine Spalte sortieren: das Symbol im Spaltenkopf anklicken. - Nach einer weiteren Spalte sortieren: Umschalttaste gedrückt halten und das Symbol anklicken. |                                     |
| Quelle | IbsenStage = Webseite „IbsenStage“. |
| Jahr | UA = Uraufführung.                  |

| Autor       | Autor               | Stück                           | Rolle                     | Jahr             | Quelle                                   |
| ----------- | ------------------- | ------------------------------- | ------------------------- | ---------------- | ---------------------------------------- |
| Bahr        | Hermann             | Das Konzert                     | Marie                     |                  | #Röcker 1946                             |
| Bierbaum    | Otto Julius         | Stella und Antonie              | Gräfin Antonie            |                  | #Krauß 1904                              |
| Blume       | Bernhard            | Feurio!                         | Die Heppin                | 1928 UA          | #Fuchs 1983                              |
| Engel       | Georg               | Über den Wassern                | Stine                     |                  | #Krauß 1904                              |
| Frank       | Bruno               | Sturm im Wasserglas             | Frau Vogl                 | 1930, 1931       | #E 18 III Bü 208, #EL 221-11 Nr. 628     |
| Goethe      | Johann Wolfgang von | Clavigo                         | Marie                     |                  | #Röcker 1948                             |
| Goethe      | Johann Wolfgang von | Die natürliche Tochter          | Eugenie                   |                  | #P. T. 1948                              |
| Goethe      | Johann Wolfgang von | Egmont                          | Clärchen                  |                  | #Krauß 1904                              |
| Goethe      | Johann Wolfgang von | Iphigenie auf Tauris            | Iphigenie                 |                  | #E 18 VI Bü 1270                         |
| Goethe      | Johann Wolfgang von | Torquato Tasso                  | Leonore                   |                  | #E 18 VI Bü 1270                         |
| Gorki       | Maxim               | Nachtasyl                       | Wassilissa                |                  | #Krauß 1904                              |
| Grillparzer | Franz               | Des Meeres und der Liebe Wellen | Hero                      | 1904             | #E 18 VI Bü 1270, #Krauß 1904            |
| Grillparzer | Franz               | Esther                          | Esther                    |                  | #Krauß 1904                              |
| Grillparzer | Franz               | Medea                           | Sohn Medeas (Kinderrolle) |                  | #Krauß 1904                              |
| Grillparzer | Franz               | Medea                           | Medea                     |                  | #Röcker 1946                             |
| Hauptmann   | Gerhart             | Rose Bernd                      | Rose Bernd                |                  | #P. T. 1948                              |
| Hebbel      | Friedrich           | Judith                          | Judith                    |                  | #Krauß 1908                              |
| Hebbel      | Friedrich           | Herodes und Mariamne            | Mariamne                  |                  | #Röcker 1946                             |
| Hebbel      | Friedrich           | Maria Magdalena                 | Klara                     | 1902             | #Levi 1902                               |
| Hebbel      | Friedrich           | Gyges und sein Ring             | Rhodope                   |                  | #P. T. 1948                              |
| Hejermanns  | Hermann             | Hoffnung                        | Jo                        |                  | #Krauß 1904                              |
| Ibsen       | Henrik              | Die Stützen der Gesellschaft    | Lona Hessel               | 1910             | IbsenStage                               |
| Ibsen       | Henrik              | Die Stützen der Gesellschaft    | Olaf (Kinderrolle)        |                  | #Krauß 1904                              |
| Ibsen       | Henrik              | Gespenster                      | Regine Engstrand          | 1901             | IbsenStage                               |
| Ibsen       | Henrik              | Gespenster                      | Helene Alving             |                  | #Röcker 1946                             |
| Ibsen       | Henrik              | Die Wildente                    | Gina                      | 1910, 1911, 1912 | IbsenStage                               |
| Ibsen       | Henrik              | Hedda Gabler                    | Hedda Tesman              | 1910, 1911, 1912 | IbsenStage                               |
| Ibsen       | Henrik              | Klein Eyolf                     | Rita Allmers              | 1911             | IbsenStage                               |
| Ibsen       | Henrik              | Nora                            | Nora                      | 1899             | IbsenStage                               |
| Ibsen       | Henrik              | Peer Gynt                       | Aase                      | 1921, 1928, 1942 | IbsenStage                               |
| Ibsen       | Henrik              | Rosmersholm                     | Rebekka West              | 1911, 1912, 1915 | IbsenStage                               |
| Ibsen       | Henrik              | Wenn wir Toten erwachen         | Irene                     | 1911             | IbsenStage                               |
| Katsch      | Hermann             | Kollegin                        | Marianne                  | 1901 UA          | #Krauß 1904                              |
| Lessing     | Gotthold Ephraim    | Emilia Galotti                  | Emilia Galotti            |                  | #Krauß 1904                              |
| Lessing     | Gotthold Ephraim    | Nathan der Weise                | Recha                     |                  | #Krauß 1904                              |
| Maeterlinck | Maurice             | Monna Vanna                     | Monna Vanna               | 1906             | #Krauß 1904                              |
| Molnár      | Ferenc              | Olympia                         |                           |                  | #Jahrbuch Landestheater 1928-1931 (1930) |
| Rehfisch    | Hans José           | Wer weint um Juckenack?         |                           |                  | #Theater-Almanach 1926                   |
| Schiller    | Friedrich           | Die Räuber                      | Amalia                    |                  | #Krauß 1904                              |
| Schiller    | Friedrich           | Jungfrau von Orleans            | Johanna                   | 1899             | #Krauß 1904                              |
| Schiller    | Friedrich           | Maria Stuart                    | Maria Stuart              |                  | #P. T. 1948                              |
| Schiller    | Friedrich           | Wallenstein                     | Thekla                    |                  | #Krauß 1904                              |
| Schiller    | Friedrich           | Wilhelm Tell                    | Walther (Kinderrolle)     |                  | #Krauß 1904                              |
| Schnitzler  | Arthur              | Abschiedssouper                 | Annie                     |                  | #Krauß 1904                              |
| Schnitzler  | Arthur              | Liebelei                        | Mizzi Schlager            |                  | #Krauß 1904                              |
| Schnitzler  | Arthur              | Literatur                       | Margarethe                |                  | #Krauß 1904                              |
| Schönherr   | Karl                | Erde                            | Mena                      |                  | #Wittko 1912                             |
| Shakespeare | William             | Der Widerspenstigen Zähmung     | Katharina                 | 1902             | #Krauß 1904                              |
| Shakespeare | William             | Romeo und Julia                 | Julia                     |                  | #Krauß 1904                              |
| Sudermann   | Hermann             | Heimat                          | Magda                     |                  | #Krauß 1904                              |
| Sudermann   | Hermann             | Johannisfeuer                   | Heimchen                  |                  | #Krauß 1904                              |
| Tschechow   | Anton               | Der Kirschgarten                | Ljubow Ranjewskaja        |                  | #Kahn 1917                               |
| Tolstoi     | Leo                 | Macht der Finsternis            | Akulina                   |                  | #Krauß 1904                              |

## Zeitschriftenbeiträge
- Emmy Remolt-Jessen: Werden und Entstehen einer Bühnengestalt. In: Carl Esser; Paul Wittko; Johannes Joseph Vincenz Cissarz (Buchgestaltung): Die neuen Königl. Hof-Theater zu Stuttgart : zur Weihe und bleibenden Erinnerung. Stuttgart um 1912, Seite 85–86.
- Emmy Remolt-Jessen: [28 Jahre Stuttgart! – mehr ist nicht zu sagen.] In: Unbekannte Zeitschrift vom 22. November 1927.

## Ehrungen
Für ihre Gastspielrolle als Monna Vanna in St. Petersburg sprach die Großfürstin Maria Pawlowna Emmy Remolt 1903 ihre Anerkennung aus. 1911 verlieh ihr der württembergische König die Goldene Medaille für Kunst und Wissenschaft am Bande des Friedrichs-Ordens. 1918 wurde sie vom bayerischen König mit dem König Ludwig-Kreuz ausgezeichnet. Eine Feier aus Anlass ihres 25-jährigen Bühnenjubiläums lehnte sie bescheiden ab. Aus Anlass des 50. Geburtstages von Adolf Hitler wurde ihr am 20. April 1939 der offizielle Titel „Staatsschauspielerin“ verliehen. Am 1. September 1939 konnte sie dem Generalintendanten des Staatstheaters für seine Glückwünsche zu ihrem 40-jährigen Bühnenjubiläum danken, eingedenk „der schweren Ereignisse, die uns Alle aufwühlen“, denn ihr Jubiläum fiel mit dem Beginn des Zweiten Weltkriegs zusammen.

## Rezeption
Emmy Remolt war einer der Publikumslieblinge des Stuttgarter Theaters, das als Provinztheater im Ansehen hinter den großen Bühnen zurückstand und kaum überregionale Ausstrahlung hatte. Obwohl sie bei Gastspielen auch überregional wahrgenommen wurde, wäre auf Dauer der Wechsel an eine der großen Bühnen, zum Beispiel in Berlin, München oder Wien, notwendig gewesen, um ihrer Karriere den erwünschten Schub zu geben. Zwischen 1915 und 1918 bemühte sie sich auch intensiv um ein Engagement an einem anderen Theater, aber selbst ein konkretes Angebot der Meinhard-Bernauer’schen Bühnen in Berlin führte letzten Endes doch nicht zum Abschluss.
Emmy Remolt wurde in zahlreichen einschlägigen Zeitschriften, Almanachen und Bühnenjahrbüchern immer wieder erwähnt, sie wird jedoch weder in Fachlexika gewürdigt, noch gibt es eine monographische Darstellung ihrer künstlerischen Laufbahn. Es gibt auch keine Übersicht über die zahllosen Rollen, die sie in ihrem fast fünfzigjährigen Bühnenleben gespielt hat. Immerhin findet sich auf der Webseite „IbsenStage“ ein Überblick über die 17 Ibsen-Aufführungen, an denen Emmy Remolt von 1899 bis 1942 beteiligt war.
Bisweilen wurde Emmy Remolt ausführlicher in Zeitschriftenbeiträgen gewürdigt:
- L. Levi berichtete 1902 über eine Neueinstudierung von Hebbels „Maria Magdalena“ am Stuttgarter Hoftheater: „Frl. Emmy Remolt in der Titelrolle erfaßte den Geist des Dichters und schuf mit ergreifender Tragik jene merkwürdige Frauengestalt, die nicht aus Furcht vor der Schande, sondern aus Furcht vor dem Weh des Vaters in den Tod geht.“[39]

- Der Theaterkritiker Rudolf  Krauß widmete ihr 1904 einen Artikel, in dem er ausführlich ihre bisher fünfjährige Karriere würdigte.[40]

- Der Theaterkritiker Paul Wittko befasste sich 1912 in dem Artikel „Stuttgarter Bühnenkünstlerinnen“ auch in einem kurzen Abriss mit Karriere und Leistung von Emmy Remolt („unsere Heroine“).[41]

- Der Theaterkritiker Harry Kahn lobte 1917 in der bedeutenden Theaterzeitschrift „Die Schaubühne“ emphatisch Emmy Remolt in ihrer Gastrolle als Ljubow Ranjewskaja in Tschechows „Der Kirschgarten“ in den Münchener Kammerspielen:

„Ich will Ihnen daher nur noch den Namen jener wunderwürdigen Frau herschreiben, die hier – vielleicht etwas zu wenig vom Parfüm der großen Welt, dafür von der Aura eines großen Herzens umwittert – Ljubow Ranjewski war: Emmy Remolt. Stuttgart ist anscheinend immer noch nicht an das reichsdeutsche Eisenbahnnetz angeschlossen; denn anders ist es kaum zu verstehen, wieso eine Schauspielerin, die das mütterliche Gefühlspathos der Lehmann mit der fraulich-noblen Anmut der (ältern) Sorma vereinigt, selbst vom kunstverständigsten Intendanten am Hoftheater einer mittleren Residenzstadt gehalten werden kann.“
In seinen Lebenserinnerungen skizzierte der Bühnen- und Filmschauspieler Rudolf Fernau die Ensemblemitglieder des Stuttgarter Staatstheaters, an dem er von 1929 bis 1945 engagiert war. Über Emmy Remolt schrieb er: „Zuletzt sei der elementaren Mütterdarstellerin bayerischen Geblüts gedacht, Emmi Remolt, der das Verdienst zukam, der jungen Maria Koppenhöfer als Lehrerin die ersten Schritte auf den weltbedeutenden Brettern ermöglicht zu haben.“

### Allgemein
- Carl Esser; Paul Wittko; Johannes Joseph Vincenz Cissarz (Buchgestaltung): Die neuen Königl. Hof-Theater zu Stuttgart : zur Weihe und bleibenden Erinnerung. Stuttgart um 1912, Seite 43, 96.
- Heinrich Ihme: Südwestdeutsche Persönlichkeiten : ein Wegweiser zu Bibliographien und biographischen Sammelwerken. 2. Küchel – Zyllnhart. Stuttgart 1988, Seite 706.
- Harry Kahn: [Brief an den Herausgeber]. In: Die Schaubühne, 13. Jahrgang, Nummer 48, 29. November 1917, Seite 525–526 (Emmy Remolt als Ljubow Ranjewskaja in Tschechows „Der Kirschgarten“).
- Rudolf  Krauß: Emmy Remolt. In: Bühne und Welt : Zeitschrift für Theaterwesen, Literatur und Musik, 6. Jahrgang, 1904, Seite 732–736.
- Rudolf  Krauß: Das Stuttgarter Hoftheater von den ältesten Zeiten bis zur Gegenwart. Stuttgart 1908, Seite 307, 310, 312, online:.
- (P. T.): Emmy Remolt zum Gedächtnis. In: Stuttgarter Nachrichten, Nummer 134, 22. Oktober 1948 (Todesnachricht).
- H. O. Röcker: Emmy Remolt 70 Jahre alt. In: Stuttgarter Zeitung, Nummer 70, 20. Juli 1946, Seite 2.
- H. O. Röcker: Emmy Remolt gestorben und Zum Tode von Emmy Remolt. In: Stuttgarter Zeitung, Nummer 87 vom 29. September 1948, Seite 2, und Nummer 88, 2. Oktober 1948, Seite 2.
- Paul Wittko: Woran liegt’s? In: Stuttgarter Neues Tagblatt, Nummer 523, 15. Oktober 1915, Morgenausgabe, Seite 2.
- Paul Wittko: Stuttgarter Bühnenkünstlerinnen. Mit acht Bildnissen nach Originalaufnahmen. In: Velhagen & Klasings Monatshefte, Band 26, 1911/1912, Ausgabe 3, Seite 401–407, hier 404-405.

### Theater-Jahrbücher
Die Jahrbücher enthalten Porträt- und Szenenfotos vom Emmy Remolt.
- Almanach des Königlichen Hoftheaters Stuttgart. Stuttgart zwischen 1902 und 1910, Seite [41].
- Theater-Almanach der Württ. Landestheater Stuttgart auf das Jahr 1926, Seite 33, 104.
- Jahrbuch der Württembergischen Landestheater, 1928: Seite 96, 1929: Seite 34, 85, 127, 1930: 35, 71, 122, 1931: 46, 127.
- Jahrbuch der Württembergischen Staatstheater 1934, Seite 72.

### Archive
- Landesarchiv Baden-Württemberg, Staatsarchiv Ludwigsburg
  - E 18 VI Bü 1270, Personalakte Emmy Remolt-Jessen, 1898–1944.
  - F 215 Bü 82, Passakte Emmy Remolt.
  - F 215 Bü 464, Passakte Emmy Remolt.
  - E 18 VI Bü 146, Hugo Jessen, 1893–1904.
  - E 18 III Bü 208, Bruno Franks „Sturm im Wasserglas“, 7 Aufführungsfotos vom 19. Dezember 1930.
  - EL 221-11 Nr. 628, Bruno Franks „Sturm im Wasserglas“, Aufführungsakten, 1930–1932.
- Archiv des Klinikums Christophsbad in Göppingen
  - Akten über Hugo Jessen und Emmy Remolt-Jessen (nicht frei zugänglich).
- Stadtarchiv Göppingen.
  - Einwohnermeldekarte und Sterberegister.